# Altavilla Monferrato
Altavilla Monferrato (piemontiul: Autavila) település Olaszországban, Piemont régióban, Alessandria megyében. Lakosainak száma 393 fő (2023. január 1.). Altavilla Monferrato Felizzano, Fubine, Montemagno Monferrato, Viarigi, Casorzo és Vignale Monferrato községekkel határos.

## Népesség
A település népességének változása:
| Lakosok száma | 455  | 447  | 393  |
|               | 2017 | 2018 | 2023 |